# Ángel Cepeda
Ángel Manuel Cepeda Martínez (nacido en Bilbao el 2 de mayo de 1972) es un entrenador de baloncesto español. Actualmente es entrenador del CD Don Bosco Valencia. y CB Alginet en Tercera FEB (Ex-EBA)

## Trayectoria
Natural del barrio bilbaíno de Santutxu donde  empezó a forjar su pasión por este deporte. Tras finalizar su licenciatura en Sociología y Ciencias Políticas, se traslada a  Palma de Mallorca como soldado profesional  donde se afinca. En 2002 comienza su carrera profesional en LEB Oro en el Basquet Inca como entrenador ayudante  de Jose Ángel Samaniego, con posterioridad es también ayudante de Xavi Sastre, Juan Díaz y José Luis Abós. Entre 2008 y 2011 coordina las categorías inferiores de Basquet Inca a la vez que dirige el equipo EBA de Basquet Mallorca.
En la temporada 2012-2013 dirige el CEBA Guadalajara y en su primera temporada en la categoría el equipo se proclama campeón de la COPA LEB Plata y alcanza las semifinales por el ascenso a LEB Oro.
En la temporada 2013-2014 llega al Palma Air Europa para sustituir  a Matías Cerda tras la jornada 12. En las 3 temporadas que está en el Palma Air Europa consigue el ascenso y una quinta posición en el debut del club en LEB Oro. Durante la segunda temporada en LEB ORO  es cesado  cuando el equipo iba tercero, dicha temporada el equipo finalizaría en décima posición.
En 2016 se incorpora al Valencia Basket. La primera temporada es Coordinador Técnico de los equipos de formación, a la vez que forma parte del equipo de ayudantes de Pedro Martínez que conseguiría el título ACB.
En verano de 2017, Ángel Cepeda se convierte en entrenador del filial del Valencia Basket, que milita en la Liga EBA, en sustitución de Rubén Burgos, que pasaría a dirigir al equipo de Liga Femenina 2.ipo filial consigue dos ascensos a Leb Plata y ayuda a numerosos jugadores en su evolución.
A fines de julio de 2021 no renueva con del club.
Además de lo dicho anteriormente Ángel Cepeda es conocido por su trabajo  técnico con jugadores en workouts, sus colaboraciones con distintas federaciones de baloncesto y por desarrollar acciones formativas para entrenadores a través de distintos clínics y cursos de baloncesto.

## Clubs
- 2002-2008: Basquet Inca. Liga LEB Oro. Entrenador ayudante.
- 2008-2011: Bàsquet Mallorca. Liga EBA. Entrenador y coordinador de categorías inferiores del club.
- 2012-2013: CEBA Guadalajara. LEB Plata. Entrenador.
- 2013-2014: Palma Air Europa. LEB Plata. Entrenador.
- 2014-2016: Palma Air Europa. Liga LEB Oro. Entrenador.
- 2016-2017: Valencia Basket. Entrenador Ayudante equipo ACB y coordinador técnico de equipos de formación.
- 2017-2021: Valencia Basket B. Liga EBA. Entrenador y encargado del programa de desarrollo técnico de los jugadores de cantera masculina.
- 2022-Actualidad: CD Don Bosco Valencia Junior Autonómico

## Palmarés
- 2012-2013 Copa Leb Plata
- 2013-2014: Ascenso a Liga LEB Oro.
- 2016-2017 Campeón ACB y subcampeón Copa del Rey y Eurocup como entrenador ayudante
- 2017-2018 Segundo clasificado Grupo E EBA y clasificación a la fase de Ascenso a LEB Plata
- 2019-2020 Primer clasificado Grupo E EBA y Ascenso a Leb Plata
- 2020-2021 Primer clasificado grupo E EBA, Ganador Fase final B4 y Ascenso a Leb Plata,